# Салтыков, Борис Иванович Борозок
Борис Иванович Салтыков по прозванию Борозок (? — 1553) — воевода в царствование Ивана IV Васильевича Грозного.
Сын И. М. Салтыкова.

## Биография
Впервые упомянут на свадьбе царя Ивана Грозного и Анастасии Романовны (1547). Летом того же года служил во Владимире 5-м воеводою, затем направлен в Муром, откуда ходил к Казани. Водил к Казани из Мещеры Сторожевой полк (зима 1547/48), затем служил 1-м воеводою под Нижним Новгородом. Ходил в Нижний Новгород (1549), затем послан в Ярославль с полком левой руки 2-м воеводою и оттуда ходил с царём во второй государев зимний поход на Казань.
В бывшем Казанском ханстве вспыхнуло восстание удмуртов и луговых мари (зима 1552/53). В 70 километрах от Казани, на реке Меше, мятежники построили земляное укрепление и непрестанно беспокоили горную сторону набегами. Борис Иванович выступил против них с отрядом пехоты и конницы. В упорном сражении московское войско было разбито и потеряло до 500 человек. Сам воевода пленён и зарезан († 1553).